# James M. Clarke

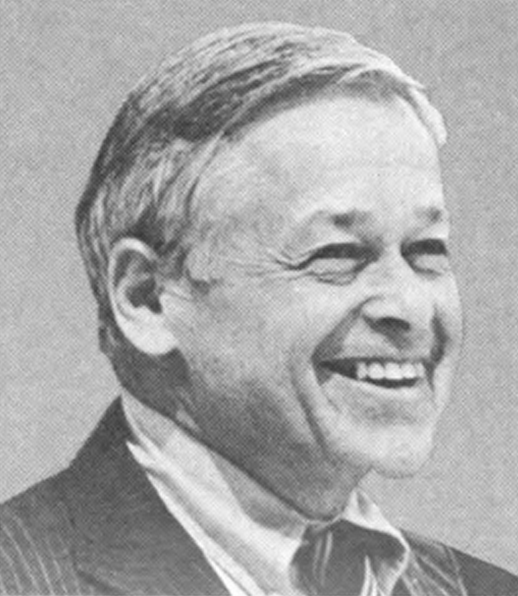
James M. Clarke

James McClure Clarke (* 12. Juni 1917 in Manchester, Bennington County, Vermont; † 13. April 1999 in Fairview, North Carolina) war ein US-amerikanischer Politiker. Zwischen 1983 und 1991 vertrat er zwei Mal den Bundesstaat North Carolina im US-Repräsentantenhaus.

## Werdegang
James Clarke besuchte die öffentlichen Schulen seiner Heimat und im Buncombe County in North Carolina. Im Jahr 1935 absolvierte er die Asheville School. Danach studierte er bis 1939 an der Princeton University. Während des Zweiten Weltkrieges war Clarke Leutnant in der US Navy. Nach dem Krieg arbeitete er als Milchfarmer und im Obstanbau. Gleichzeitig begann er als Mitglied der Demokratischen Partei eine politische Laufbahn. Von 1969 bis 1976 leitete Clarke den Bildungsausschuss im Buncombe County; von 1977 bis 1980 saß er als Abgeordneter im Repräsentantenhaus von North Carolina. In den Jahren 1981 und 1982 gehörte er dem Staatssenat an.
In den 1980er Jahren erregten seine engen Kongresswahlkämpfe mit seinem republikanischen Gegner Bill Hendon bundesweites Aufsehen. 1982 wurde er im elften Wahlbezirk von North Carolina in das US-Repräsentantenhaus in Washington, D.C. gewählt, wo er am 3. Januar 1983 die Nachfolge von Hendon antrat, den er knapp geschlagen hatte. Da er im Jahr 1984, wieder sehr knapp, gegen Hendon verlor, konnte er bis zum 3. Januar 1985 zunächst nur eine Legislaturperiode im Kongress absolvieren. Bei den Wahlen des Jahres 1986 kam es zum dritten Aufeinandertreffen mit Hendon, das diesmal Clarke, wieder mit geringem Vorsprung, für sich entscheiden konnte. Nach einer Wiederwahl im Jahr 1988 konnte er bis zum 3. Januar 1991 im Kongress verbleiben. Im Jahr 1990 unterlag er wieder sehr knapp dem Republikaner Charles H. Taylor.
Nach seinem Ausscheiden aus dem US-Repräsentantenhaus zog sich James Clarke aus der Politik zurück. Er starb am 13. April 1999 in Fairview.